# Apocephalus intonsus
Apocephalus intonsus är en tvåvingeart som beskrevs av Brown 2000. Apocephalus intonsus ingår i släktet Apocephalus och familjen puckelflugor.
Artens utbredningsområde är Panama. Inga underarter finns listade i Catalogue of Life.